# Baptria shiroobi
Baptria shiroobi är en fjärilsart som beskrevs av Inoue 1954. Baptria shiroobi ingår i släktet Baptria och familjen mätare. Inga underarter finns listade i Catalogue of Life.